# Rue Trousseau
La rue Trousseau est une rue du 11e arrondissement de Paris.

## Situation et accès
La rue Trousseau est une voie du 11e arrondissement de Paris, longue de presque 300 mètres et large de 15, qui relie en ligne droite la rue du Faubourg-Saint-Antoine à la rue de Charonne. Elle rencontre successivement, du côté de ses numéros pairs, les rues de Candie et Charles-Delescluze qui lui sont perpendiculaires. Cette voie commence au 147, rue du Faubourg-Saint-Antoine et se termine au 70, rue de Charonne.
Ce site est desservi par la ligne 8 à la station de métro Ledru-Rollin.

## Origine du nom
Cette voie honore Armand Trousseau (1801-1867), médecin, clinicien et homme politique français.

## Historique

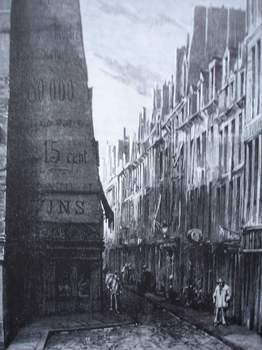
Rue Trousseau d'après gravure fin du XIXe siècle.

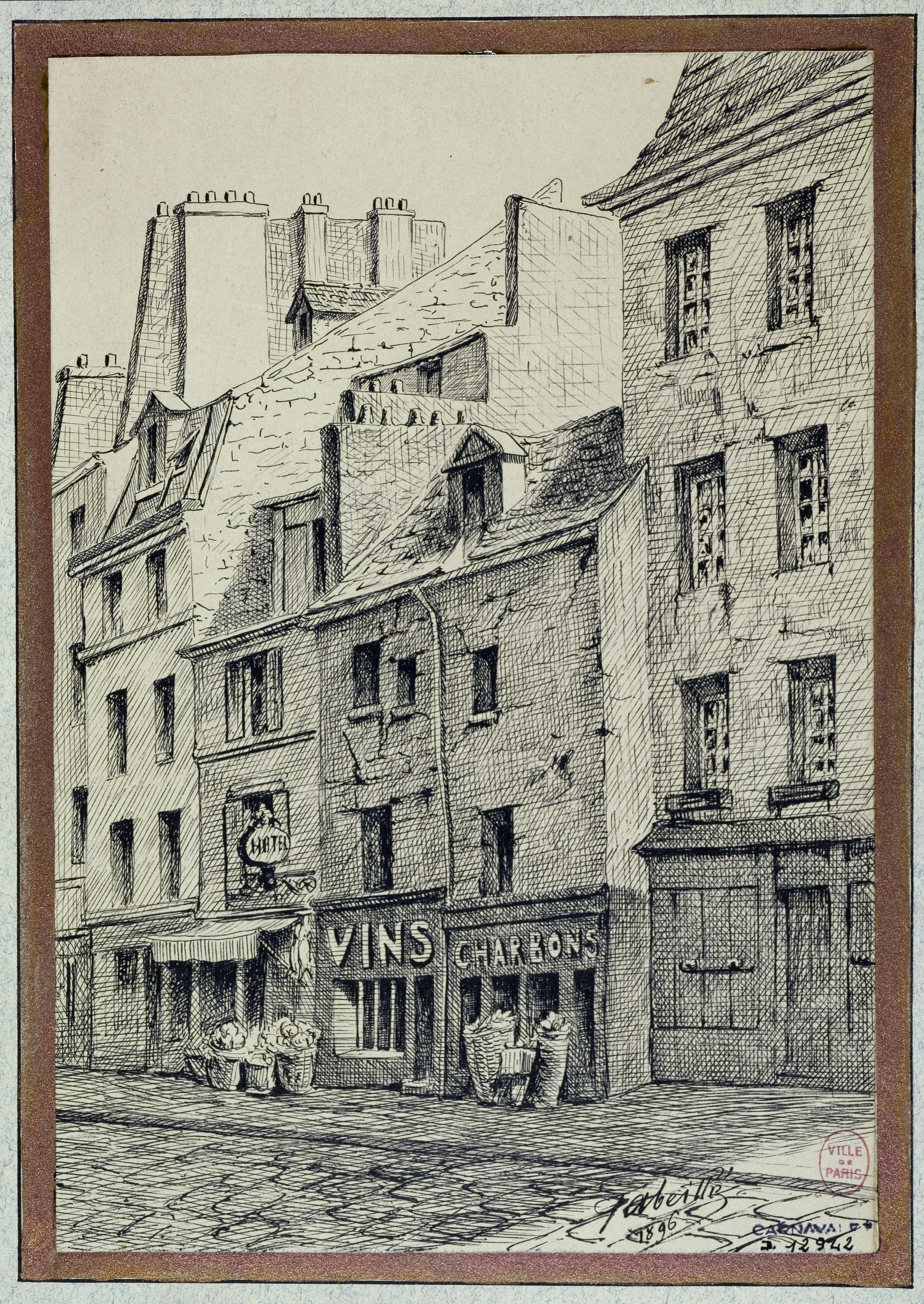
Anciens numéros 10.12.14.18. rue Trousseau ancienne rue Ste Marguerite (1896).

La rue Trousseau n'est qu'un chemin à la fin du XVIe siècle, mais après la construction sur la rue Saint-Bernard de la chapelle Sainte-Marguerite en 1625, devenue depuis église Sainte-Marguerite, il est transformé en rue et prend le nom de « rue Sainte-Marguerite », ou « Sainte-Marguerite-Saint-Antoine » pour la différencier de la rue Sainte-Marguerite du quartier Saint-Germain. La rue Sainte-Marguerite-Saint-Germain a été renommée « rue Gozlin » en 1864.
En 1752, le miracle de la rue Sainte-Marguerite suscite une grande ferveur populaire : lors d'une procession organisée le dimanche suivant la Fête-Dieu, une statue de la Vierge, située à l'angle de la rue du Faubourg Saint-Antoine, aurait subitement tourné la tête.
Donnant sur la rue du Faubourg-Saint-Antoine, la rue Sainte-Marguerite est constituée de maisons de un ou deux étages habitées par des artisans et ouvriers du meuble et du bâtiment, avec au rez-de-chaussée de nombreux estaminets et gargotes, côtoyant des marchands de vins, des chiffonniers et des charbonniers. Elle est considérée comme une des rues les plus malpropres de Paris où furent signalés les premiers cas de choléra en 1884. « Nous avons eu l’occasion, il y a quelques jours de faire entr’apercevoir une rue de Paris fort vilaine et horriblement fréquentée, la rue Sainte-Marguerite. »
Lors du coup d'État du 2 décembre 1851 de Louis-Napoléon Bonaparte, les ouvriers de la rue Sainte-Marguerite se révoltent et construisent une barricade rue du Faubourg-Saint-Antoine, entre la rue Sainte-Marguerite et la rue de Cotte. C'est sur cette barricade qu'est tué, le 3 décembre 1851, « pour vingt-cinq francs », le député Baudin.

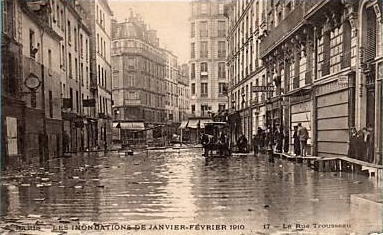
La grande crue de la Seine de 1910.

Proche de l’ancien hôpital Armand-Trousseau, la voie reçoit en 1894 son nom actuel. Vers la fin du XIXe siècle et au tout début du XXe siècle, de nombreuses maisons insalubres, dont certaines dataient de plus de trois siècles, sont démolies et remplacées par des immeubles de style haussmannien. Les inondations de 1910 n'épargnent pas la rue Trousseau, où des passerelles sont installées pour que les riverains puissent regagner leur domicile, tel que nous le montrent des cartes postales anciennes.

## Monuments et sites remarquables

### 22, rue Trousseau

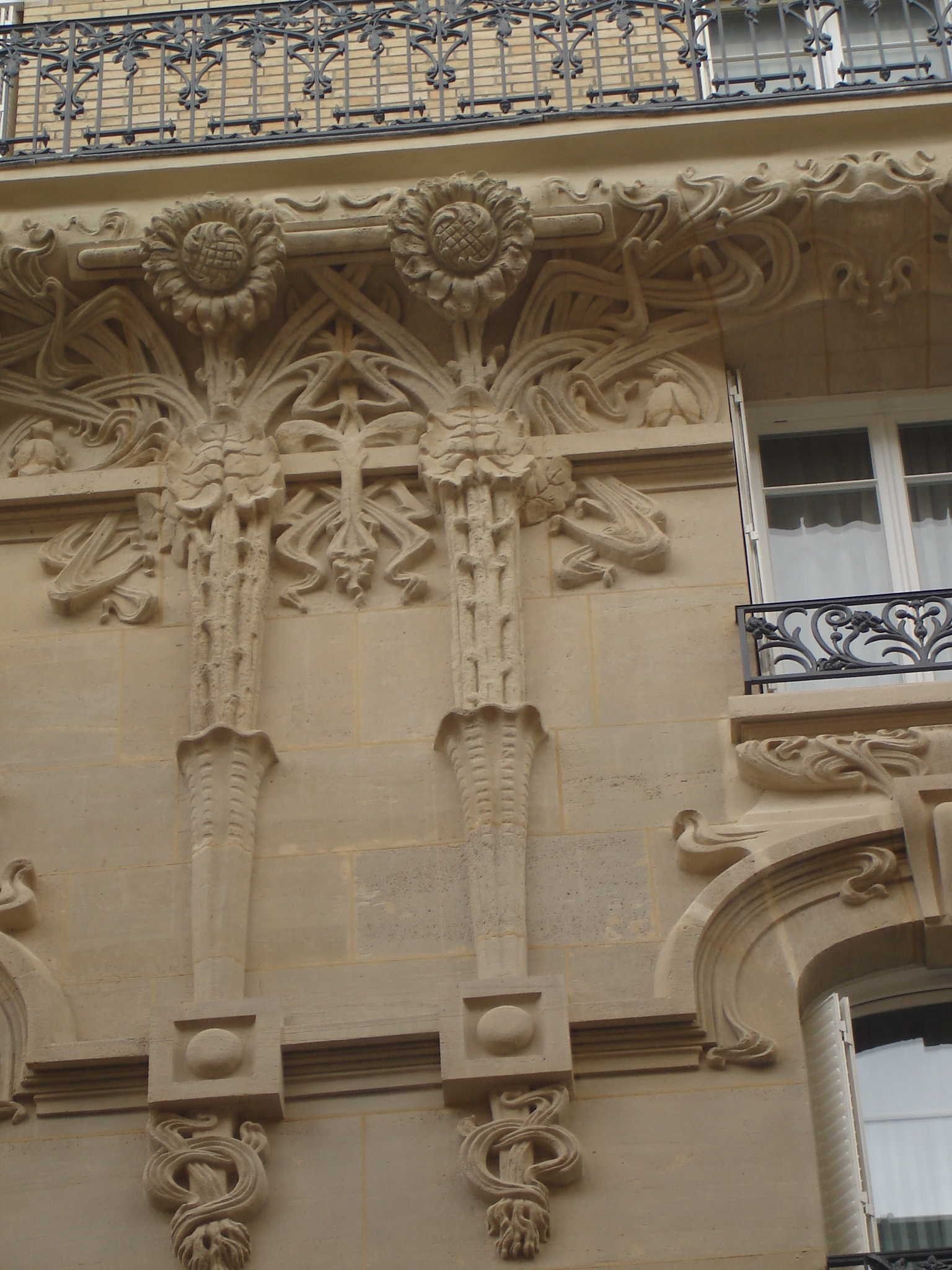
Bas-relief aux tournesols.

L’immeuble des Tournesols est habituellement attribué à l’architecte Louis Adrien Blanc, et en effet, il existe bien un permis de construire daté de 1902 (BMO 23 février 1902, p. 960) au nom de cet architecte ; le propriétaire est un certain Leclaire. Mais, en fait, Leclaire achète (il est bien dit acquéreur) un terrain communal sur lequel la Ville avait une hypothèque, et il veut la faire lever. Le Bulletin municipal de 1905 (BMO, 23 avril 1905, 299) ne fait qu’officialiser la délibération de 1904 (BMO, 7 décembre 1904, p. 3789) qui demandait la levée de cette hypothèque. Il existe donc un second permis de construire en date de 1905 (BMO, 3 février 1905, p. 586) avec Émile Thomas comme architecte et Dissard comme propriétaire. En fait, l’hypothèque devant être rapidement levée, Leclair a vendu le terrain et fait une bonne plus-value… Le second permis annule le premier.
Les façades donnant sur les deux rues, et plus particulièrement les soubassements des balcons galbés en fer forgé, sont abondamment décorées de bas-reliefs représentant des tournesols, des iris et des chardons, avec des lézards, des libellules et autres petits animaux.

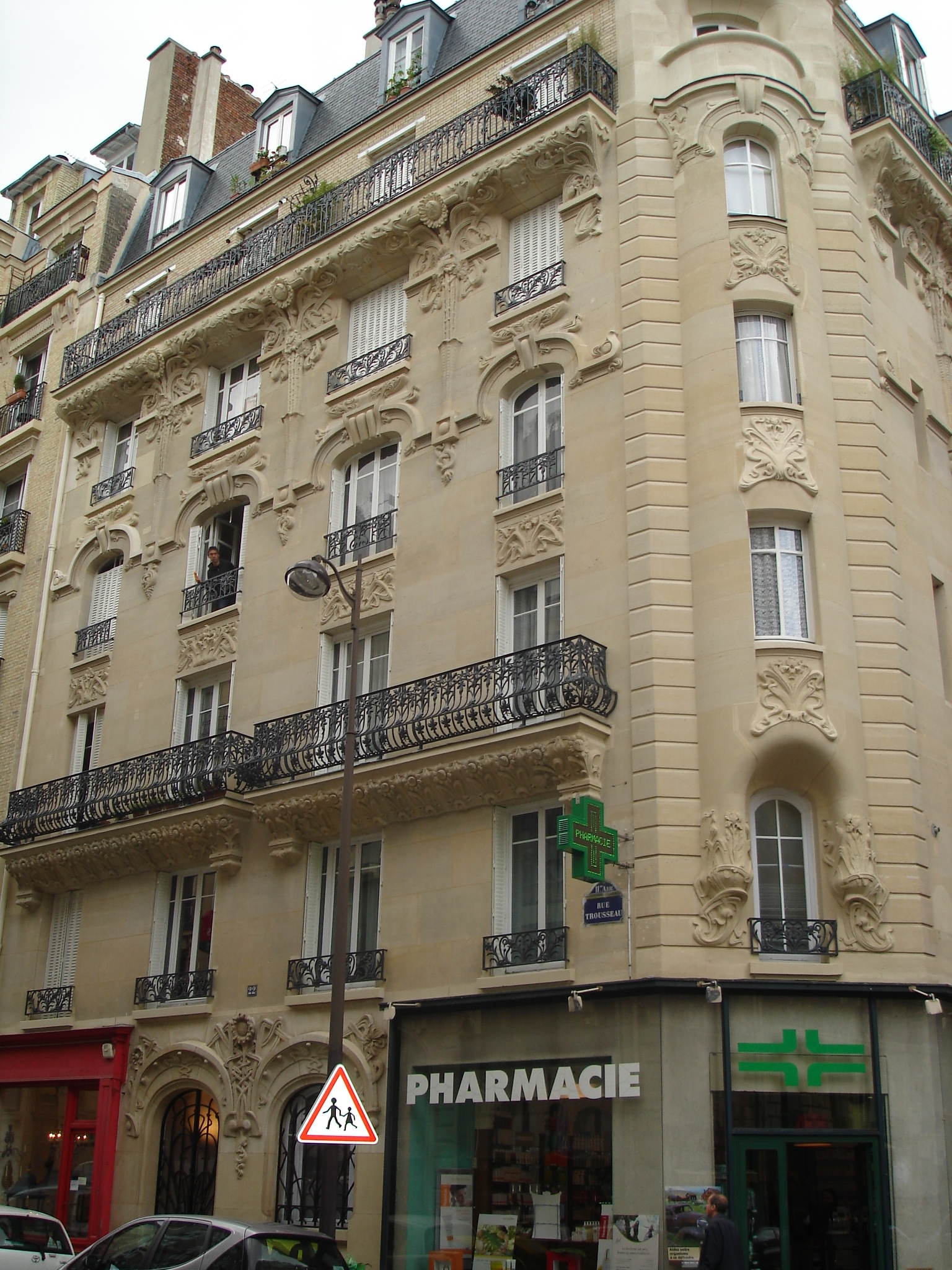
Vue générale de l'immeuble.
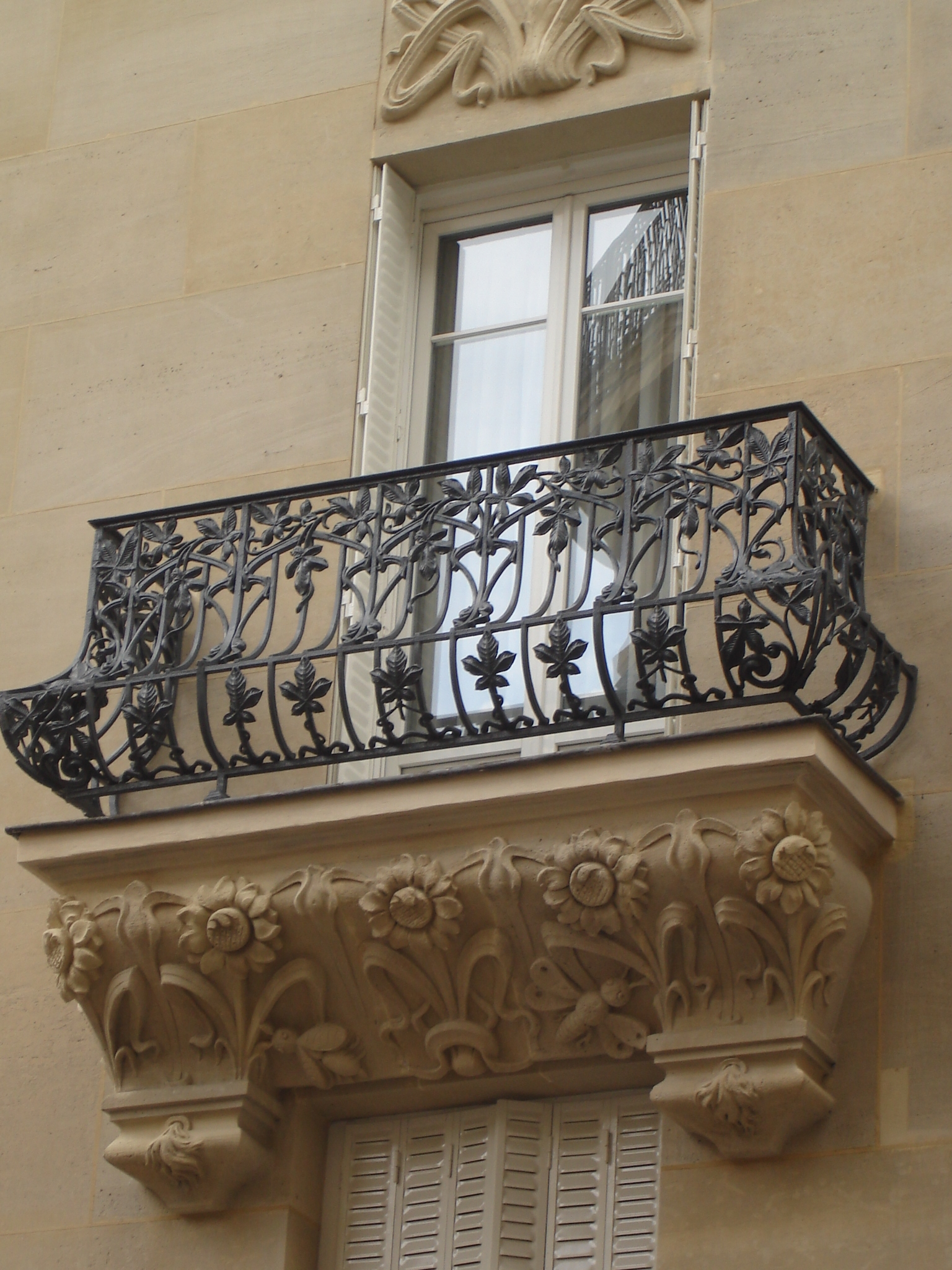
Les balcons en fer forgé avec soubassement sculpté.
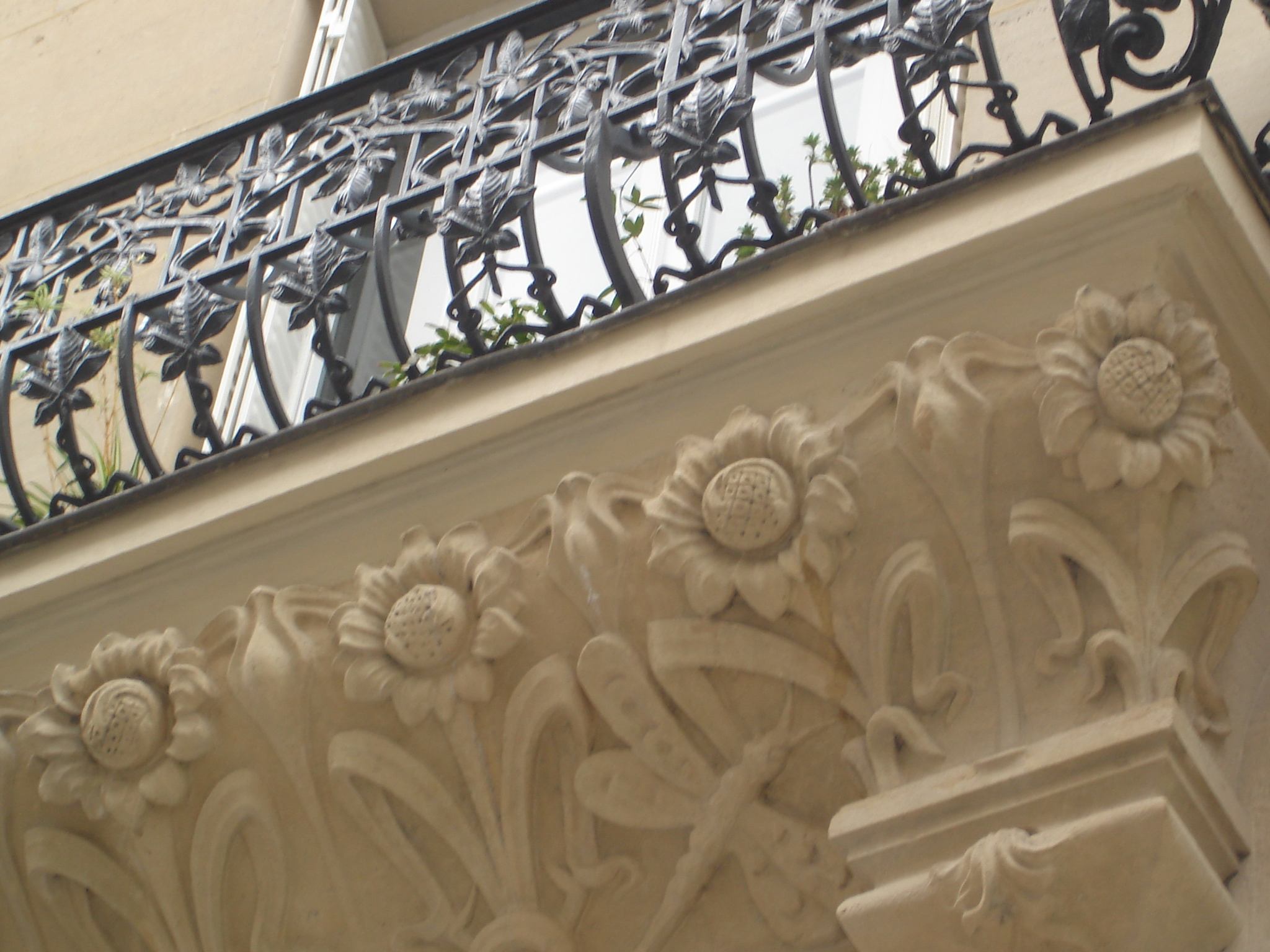
Détail des soubassements de balcon à la libellule.
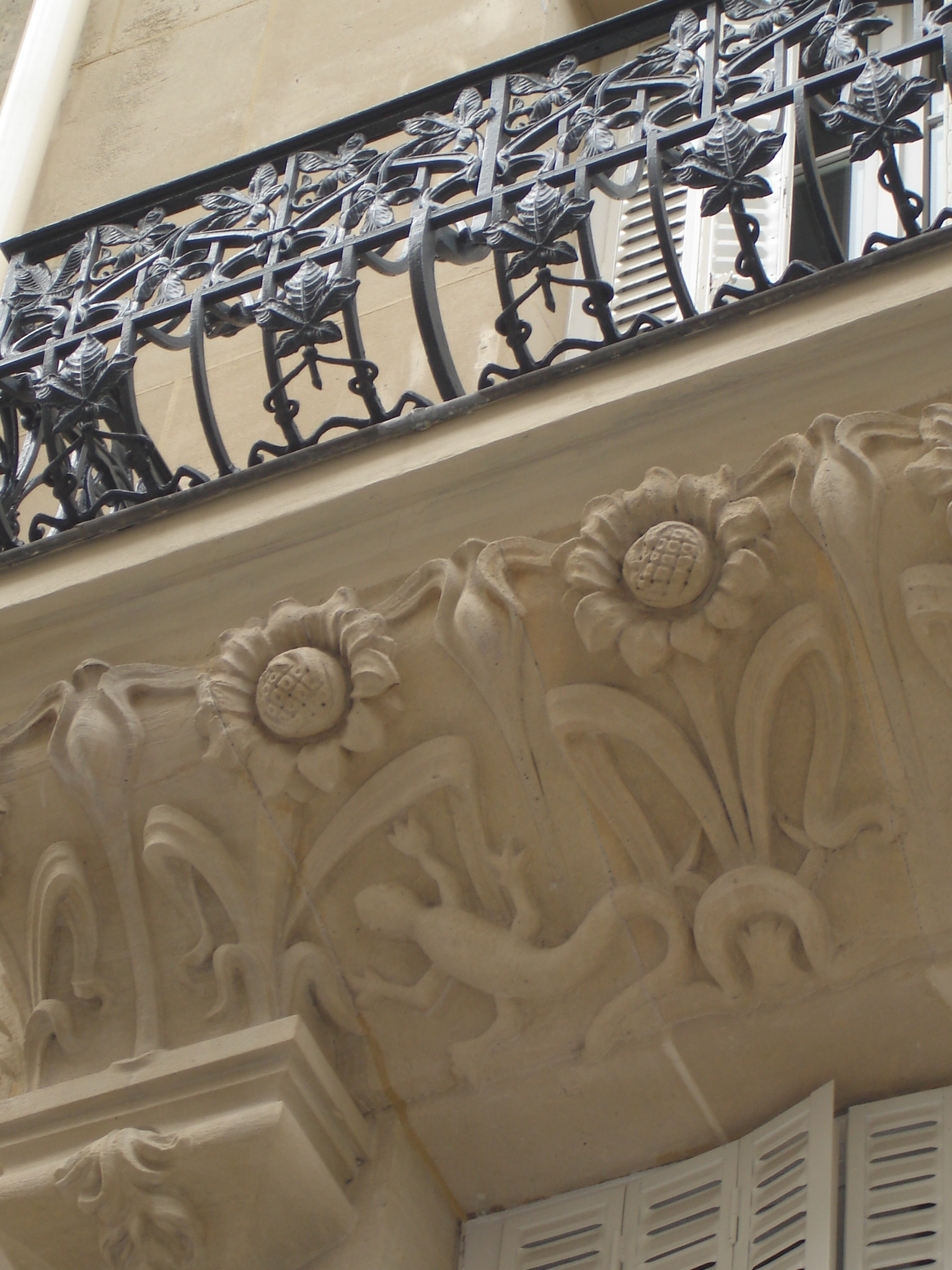
Détail des soubassements de balcon au lézard.
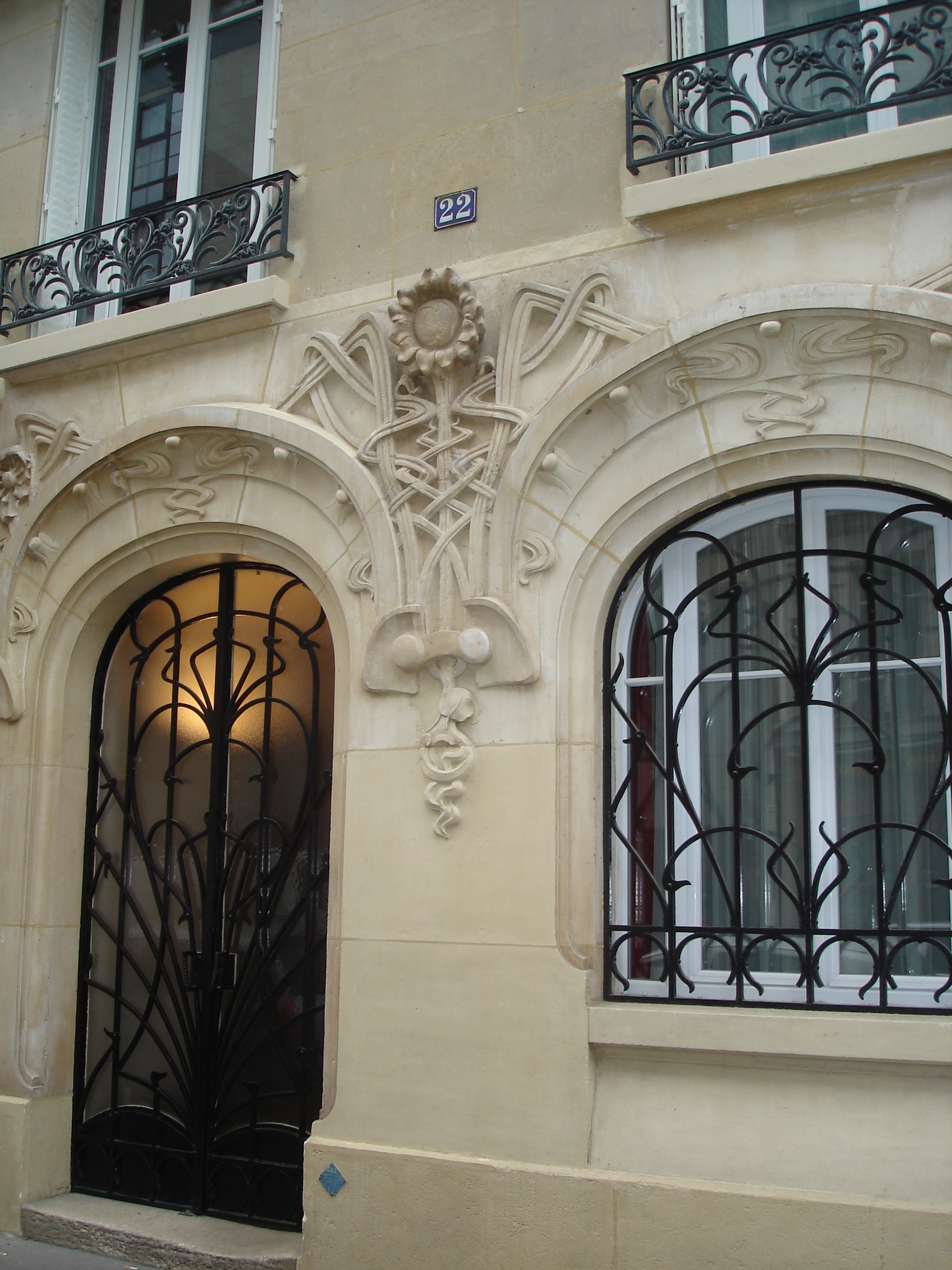
Porte d'entrée.
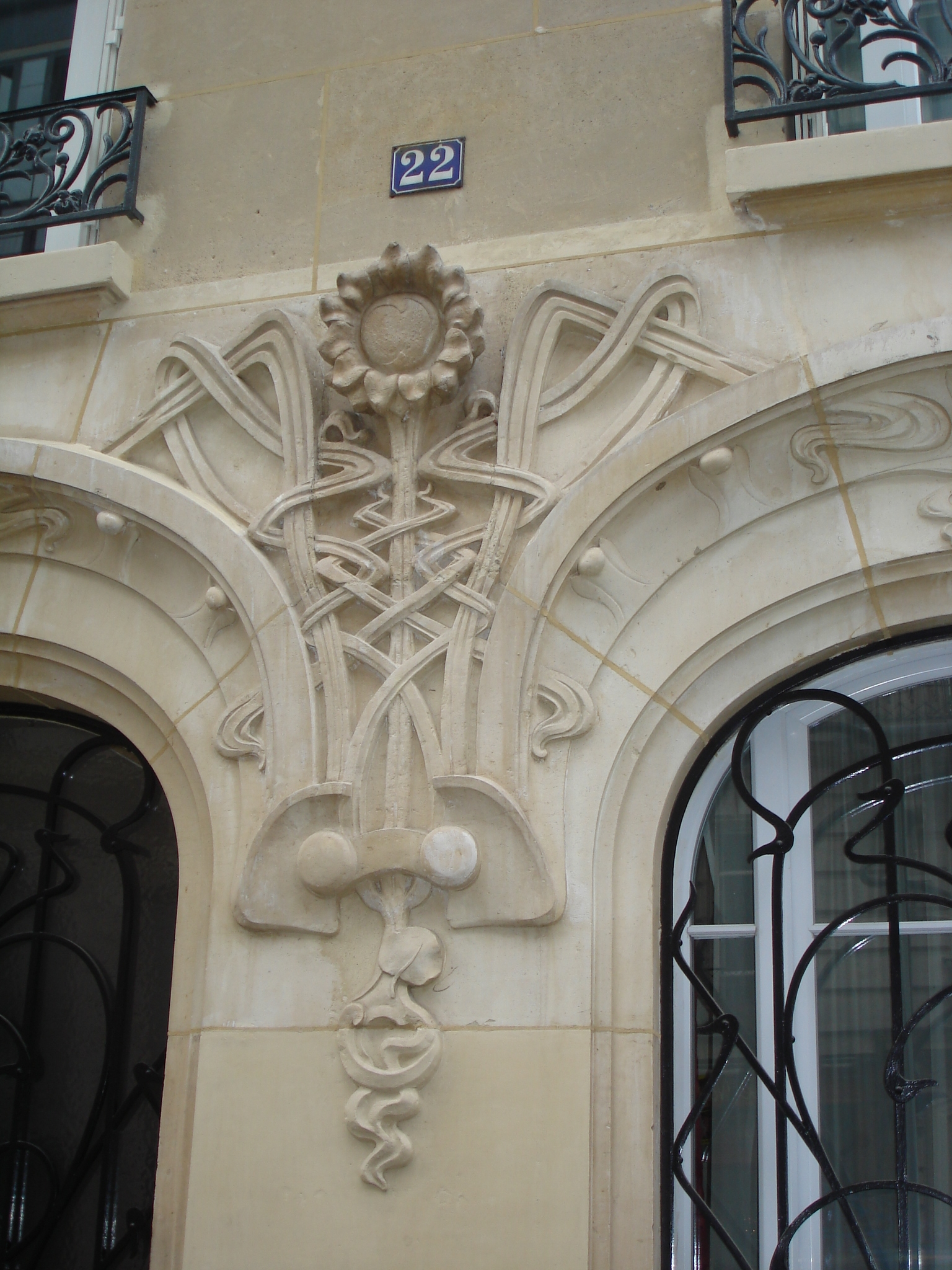
Bas-relief.
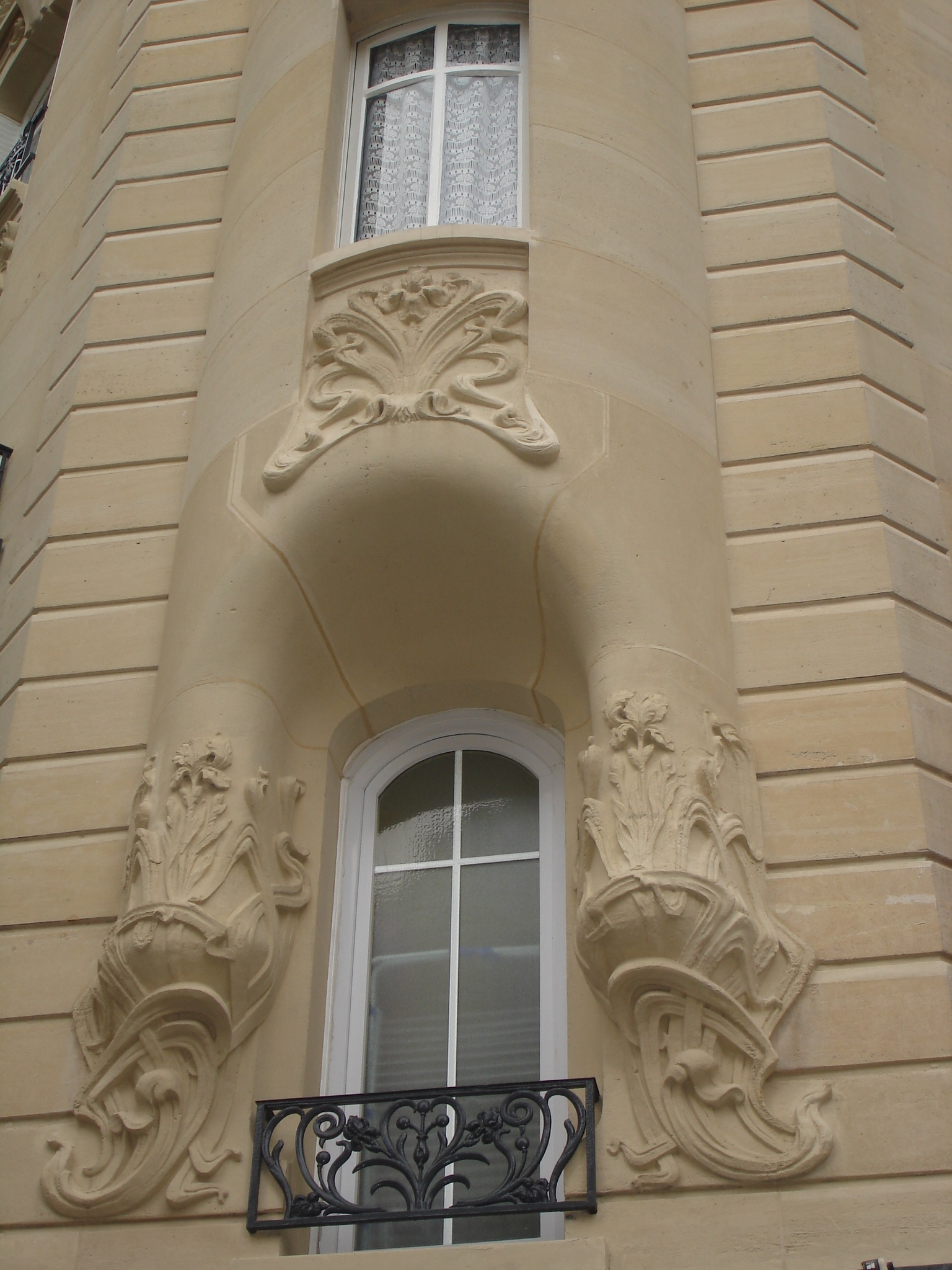
Fenêtre d'angle.

### Jardin associatif Trousseau
Ce jardin éphémère d'une surface de 270 m2, divisé en parcelles, est situé à l'angle de la rue Trousseau et de la rue Charles-Delescluze. Inauguré en 2003, il est géré par une association de quartier qui a signé une charte « main verte » avec la Ville de Paris. Le but de ce jardin est à vocation pédagogique, sociale et écologique. Ce jardin ne doit pas être confondu avec le square Trousseau (12e arrondissement de Paris) situé à l’emplacement de l’ancien hôpital.

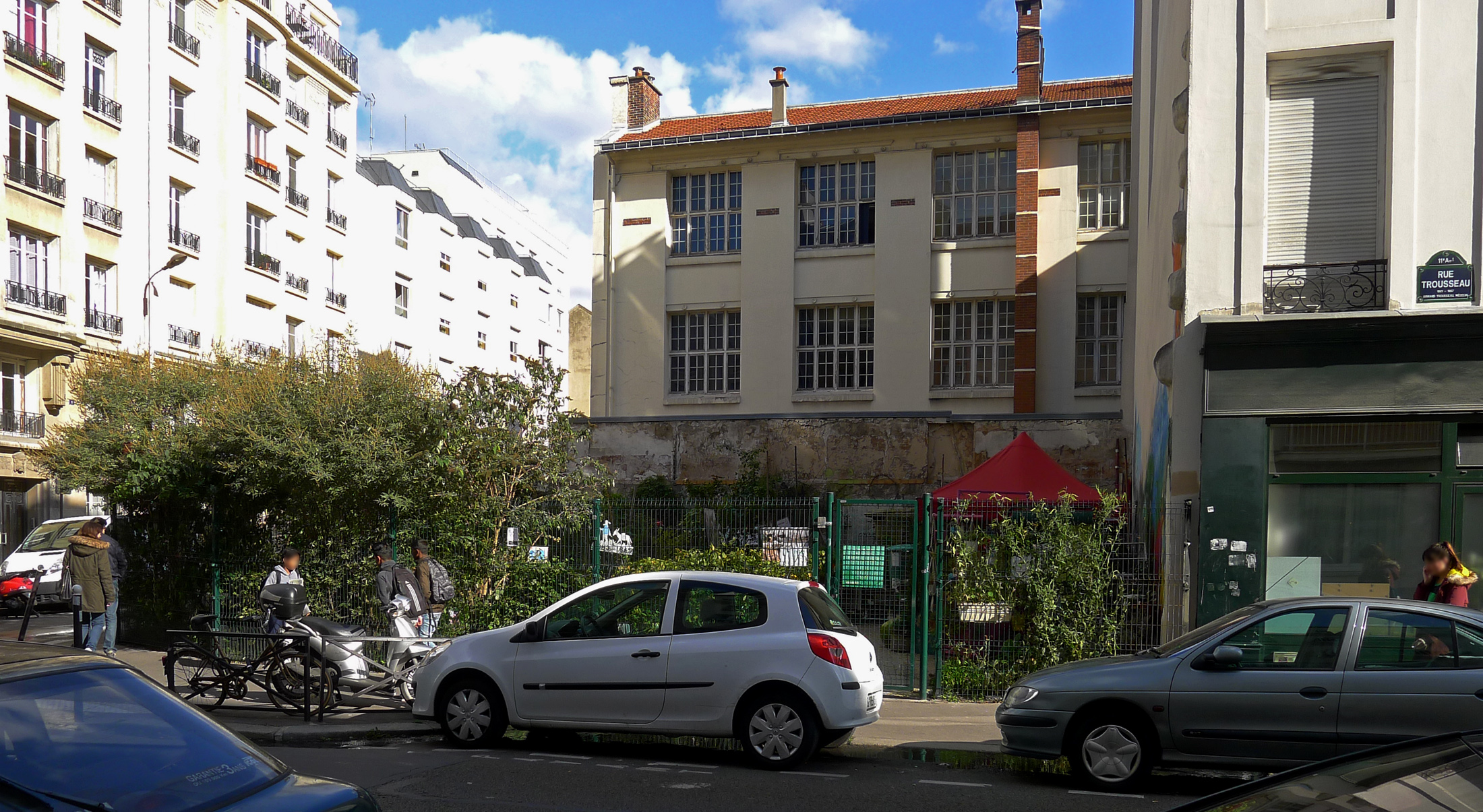
Jardin associatif de la rue Trousseau.
Le jardin vu de la rue Charles-Delescluze.

### Autres sites
- Nos 17 : immeuble de 1894 (architecte Albert Deniau).
- no 52 et 54 : immeubles Art déco de 1934 (architecte Marcel Marchand) [5].

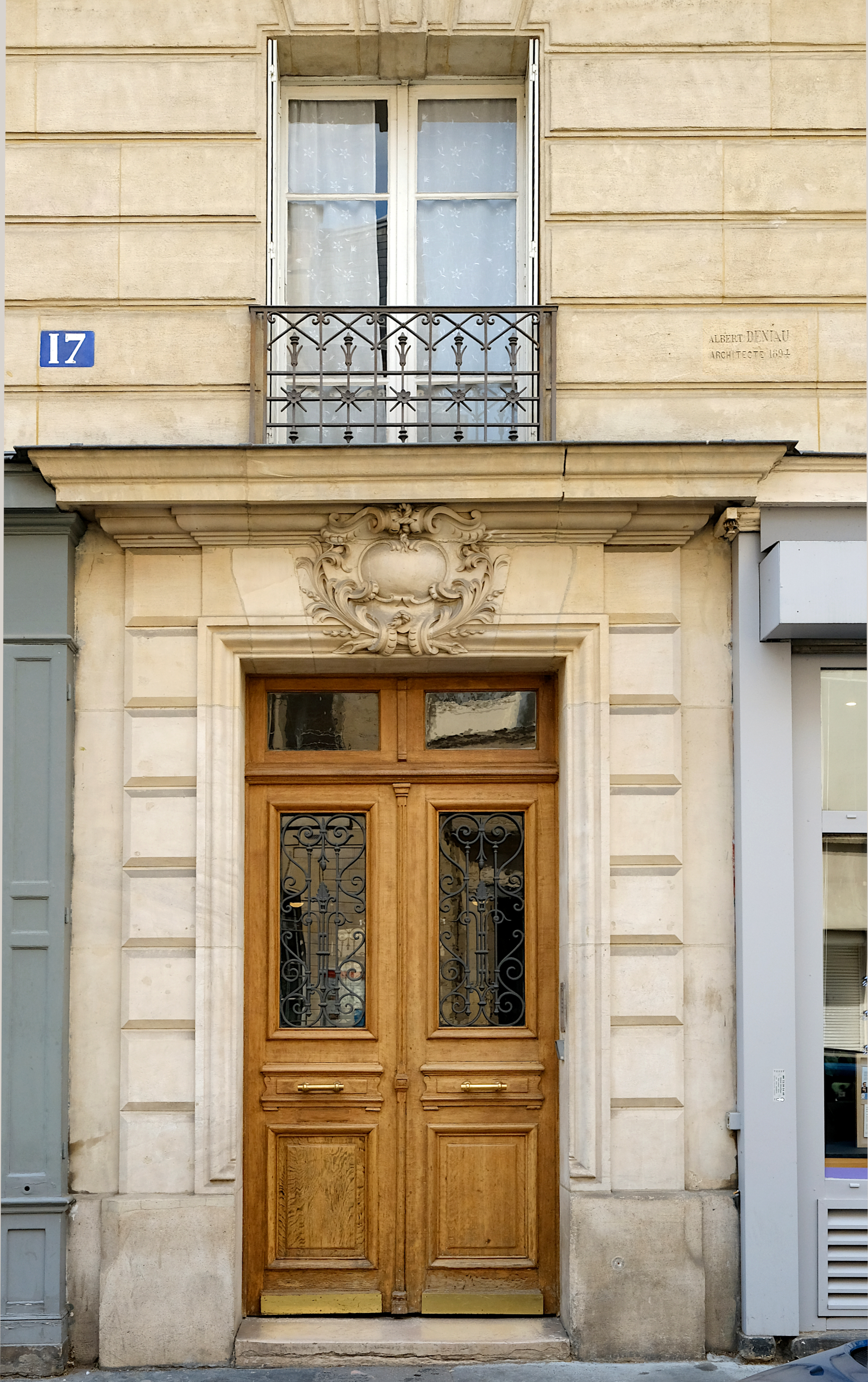
N°17.
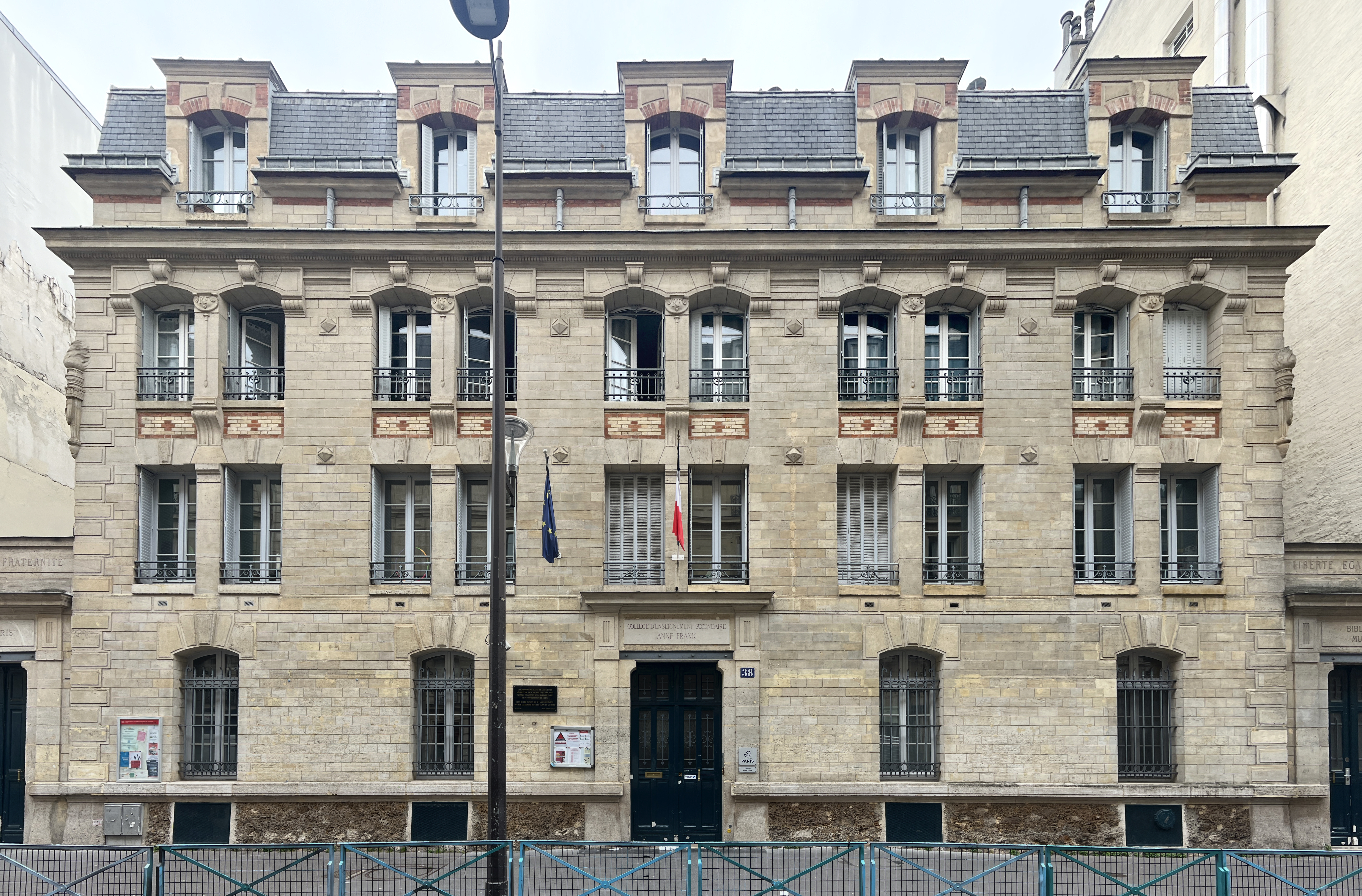
Collège public Anne-Frank, au no 38.
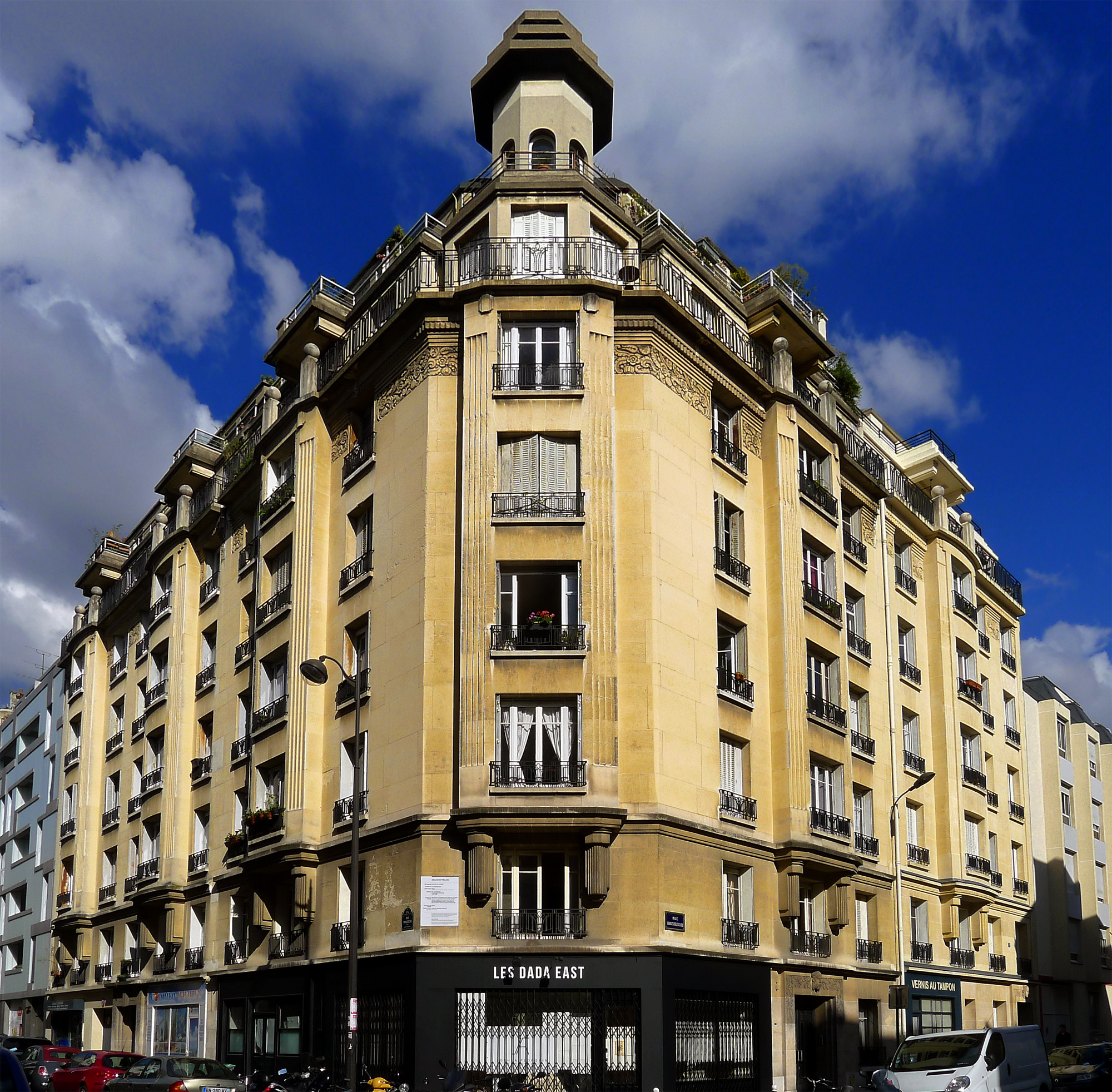
N°52 : Immeuble Art déco à l'angle de la rue Charles-Delescluze.

## Littérature
- Denis Diderot, Les Deux Amis de Bourbonne, 1770 : conte où la rue Sainte-Marguerite (ancienne rue Trousseau) est citée car deux personnages (« Mme Reymer et Tanié ») y occupent un « assez beau logement ». Diderot, lui-même, a vécu un temps rue Traversière et fréquentait probablement la rue Sainte-Marguerite.
- Jean Orvane, Rue Trousseau, La Bruyère, 1994 : roman ayant pour cadre le faubourg Saint-Antoine et ses artisans frondeurs, à la fin du Second Empire et lors de la Commune.